# Dougouténé I
Dougouténé I è un comune rurale del Mali facente parte del circondario di Koro, nella regione di Mopti.